# Salvaleón
Salvaleón – gmina w Hiszpanii, w prowincji Badajoz, w Estramadurze, o powierzchni 71,8 km². W 2011 roku gmina liczyła 1991 mieszkańców.